# Carex millsii
Carex millsii är en halvgräsart som beskrevs av Stephen Troyte Dunn. Carex millsii ingår i släktet starrar, och familjen halvgräs. Inga underarter finns listade i Catalogue of Life.